# Papiro 16
El Papiro 16 (en la numeración Gregory-Aland), designado como {\displaystyle {\mathfrak {P}}}16, es una copia antigua del Nuevo Testamento en griego. Originalmente fue un manuscrito en papiro de las Cartas de Pablo, pero ahora únicamente contiene Filipenses 3:10-17; 4:2-8. El manuscrito ha sido asignado paleográficamente a finales del siglo III.

## Descripción
El manuscrito está escrito en un estilo documental. Tiene aproximadamente cerca de 37 a 38 líneas por página. Grenfeld y Hunt argumentan que el {\displaystyle {\mathfrak {P}}}15 y el {\displaystyle {\mathfrak {P}}}16 podrían haber sido parte del mismo manuscrito. Ambos manuscritos tienen la misma formación en las letras, líneas, espacios y puntuación. Aland por el contrario, tuvo la opinión de que pertenecieron a manuscritos diferentes.
Los nombres sagrados están escritos en forma abreviada. El texto no fue corregido.
Según Comfort, este es uno de los primeros seis manuscritos que contenían las cartas de Pablo, los otros cinco son {\displaystyle {\mathfrak {P}}^{13}}, {\displaystyle {\mathfrak {P}}^{30}}, {\displaystyle {\mathfrak {P}}^{46}}, {\displaystyle {\mathfrak {P}}^{49}}, {\displaystyle {\mathfrak {P}}^{92}}.

## Texto
El texto griego de este códice es una representación del tipo textual alejandrino (más bien protoalejandrino). Aland lo ubicó en la Categoría I. Este manuscrito mantiene una gran coincidencia con el Códice Sinaítico y el Códice Vaticano. 

## Historia
El Manuscrito fue descubierto en Oxirrinco por Grenfell y Hunt, quienes publicaron el texto en 1910. En la lista de papiros encontrada en Oxirrinco este es el número 1009. 
Actualmente está guardado en el Museo Egipcio (JE 47424) de El Cairo.

## Lectura adicional
- B. P., Grenfell; A. S. Hunt (1910). Oxyrhynchus Papyri VII. Londres. pp. 8-11.